# (7350) 1993 VA
(7350) 1993 VA es un asteroide que forma parte de los asteroides Apolo, descubierto el 7 de noviembre de 1993 por Robert H. McNaught desde el Observatorio de Siding Spring, Nueva Gales del Sur, Australia.

## Designación y nombre
Designado provisionalmente como 1993 VA.

## Características orbitales
1993 VA está situado a una distancia media del Sol de 1,355 ua, pudiendo alejarse hasta 1,886 ua y acercarse hasta 0,8257 ua. Su excentricidad es 0,391 y la inclinación orbital 7,260 grados. Emplea 576,739 días en completar una órbita alrededor del Sol.

## Características físicas
La magnitud absoluta de 1993 VA es 17,3. Tiene 2 km de diámetro y su albedo se estima en 0,05.